# ذي المنزل (المخادر)

تعديل مصدري - تعديل

ذي المنزل محلة تابعة لقرية المشواف، التابعة لعزلة جبل عقد بمديرية المخادر إحدى مديريات محافظة إب في الجمهورية اليمنية، بلغ تعداد سكانها 25 حسب تعداد اليمن لعام 2004.